# ويليام كرافت
ويليام كرافت (بالإنجليزية: William Kraft)‏ هو فنان إيقاعي وملحن أمريكي، ولد في 6 سبتمبر 1923 في شيكاغو في الولايات المتحدة.

## وصلات خارجية
- ويليام كرافت على موقع IMDb (الإنجليزية)
- ويليام كرافت على موقع ميوزك برينز (الإنجليزية)
- ويليام كرافت على موقع ديسكوغز (الإنجليزية)
- ويليام كرافت على موقع قاعدة بيانات الفيلم (الإنجليزية)